# Relógio

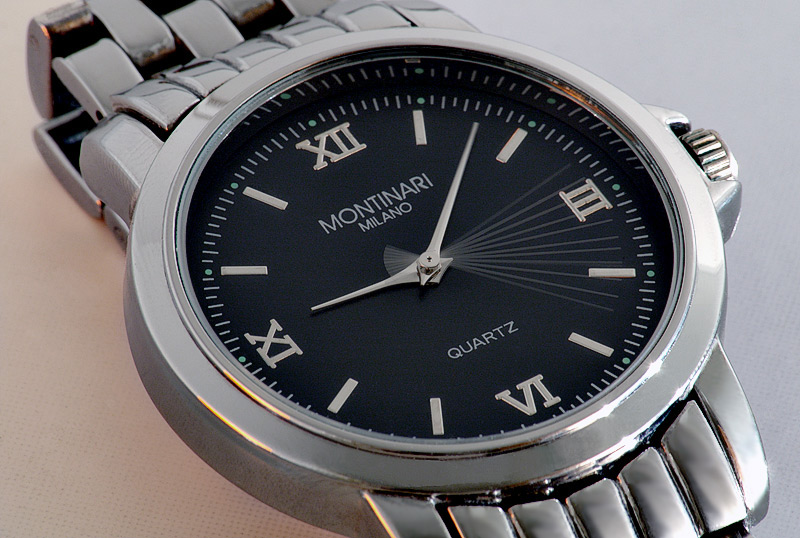
Relógio de pulso

O relógio é um dispositivo acionado por mola, eletricidade ou outros materiais  utilizado como medidor do tempo desde a Antiguidade, em variados formatos. É uma das mais antigas invenções humanas. Relojoaria é tanto o termo que designa o seu fabricante, como a loja onde são vendidos.

## História

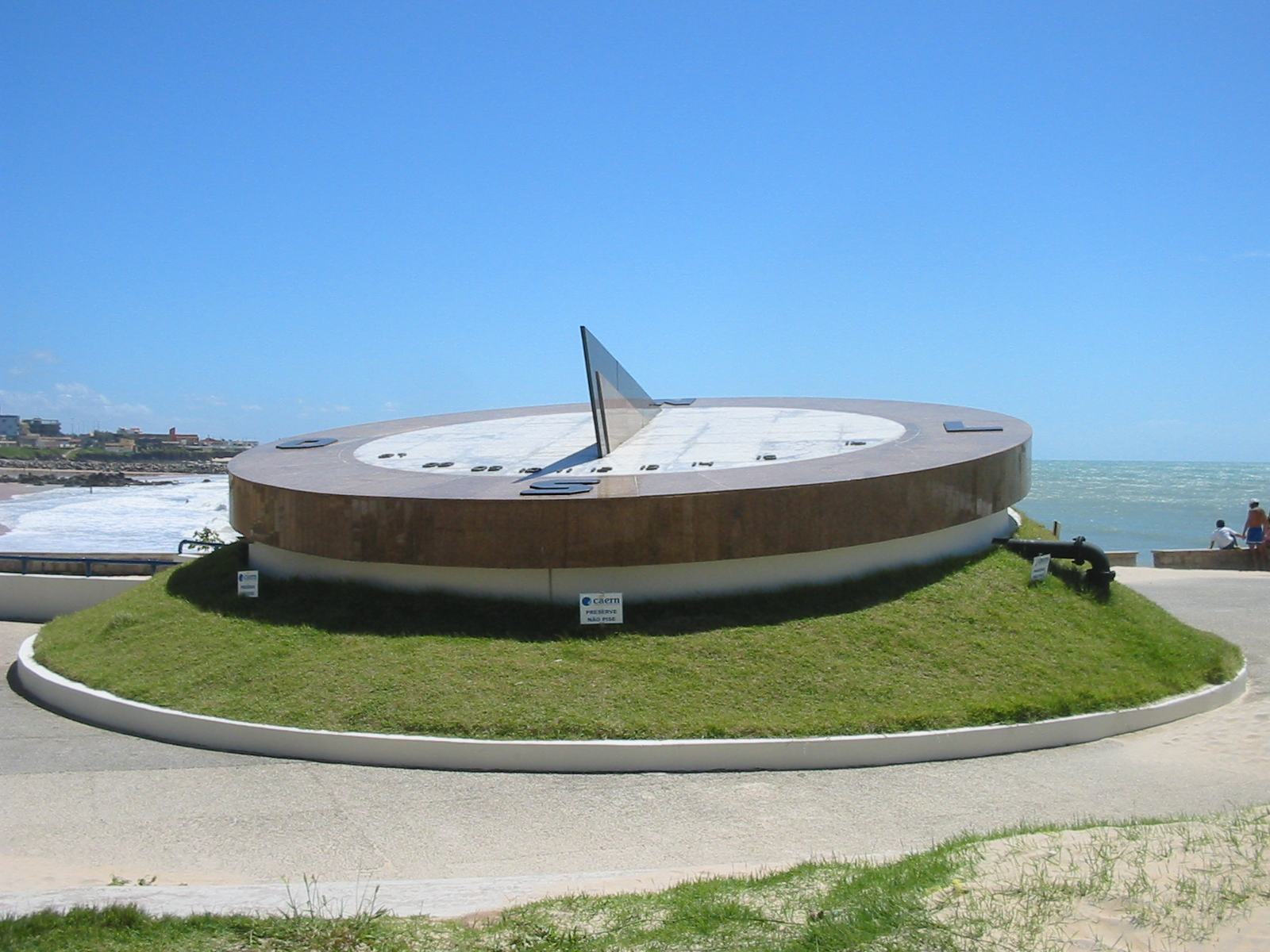
Relógio de Sol uma das mais antigas formas de medir o tempo

Entre os primeiros relógios, ou horológios em português mais antigo, que se tem conhecimento estão os relógios de sol. Relógios simples de água ou areia são conhecidos por ter existido na Babilônia e no Egito em torno do século XVI a.C.. A história registra que apareceu na Judeia, mais ou menos em 600 a.C., com os relógios de água (clepsidras) e os relógios de areia (ampulhetas). Em 725 d.C., Yi Xing, um monge budista chinês desenvolveu um relógio mecânico que tinha um complexo sistema de engrenagens e 60 baldes de água que correspondiam aos 60 segundos que fazia uma revolução completa em 24 horas. Em 797 (ou 801), o califa de Bagdá, Harune Arraxide, presenteou Carlos Magno com um elefante asiático chamado Abul Abbas e um relógio mecânico de onde saía um cavaleiro que anunciava as horas. Isso indica que os primeiros relógios mecânicos provavelmente foram inventados pelos asiáticos. Contudo, embora exista controvérsia sobre a construção do primeiro relógio mecânico, o papa Silvestre II é considerado no mundo ocidental o primeiro inventor.
Outros grandes construtores e aperfeiçoadores de relógios foram Ricardo de Walinfard (1344), Santigo de Dondis (1344), seu filho João de Dondis que ficou conhecido como "Horologius", e Henrique de Vick (1370).
Por volta de 1500, Peter Henlein, na cidade de Nuremberg, fabricou o primeiro relógio de bolso. Até que, em 1595, Galileu Galilei descobre o isocronismo. Com os relógios mecânicos surge uma grande variedade de técnicas de registro da passagem do tempo. Os relógios deste tipo podem ser de pêndulo, de quartzo ou cronómetros. Os primeiros relógios utilizados foram os relógios de bolso. Eram muito raros e tidos como verdadeiras joias, pois poucos tinham um. Os relógios de bolso eram símbolo da alta aristocracia.

## Relógio de pulso
Comenta-se que foi Santos Dumont quem inventou os relógios de pulso. A amizade de Santos Dumont com Louis Cartier vinha do fim do século XIX. Uma noite, Alberto lhe disse que não tinha como ler a hora em pleno voo em seu relógio de bolso; com o auxílio do mestre relojoeiro Edmond Jaeger, Cartier apresentou uma solução para Santos Dumont, um protótipo do relógio de pulso, em 1904, o qual permitia ver as horas mantendo as mãos nos comandos. No entanto esta história não passa de uma lenda, pois o primeiro relógio de pulso conhecido foi feito em cerca de 1814 pelo relojoeiro Abraham Louis Breguet, por encomenda de Carolina Murat, princesa de Nápoles e irmã de Napoleão Bonaparte.

## Galeria de imagens

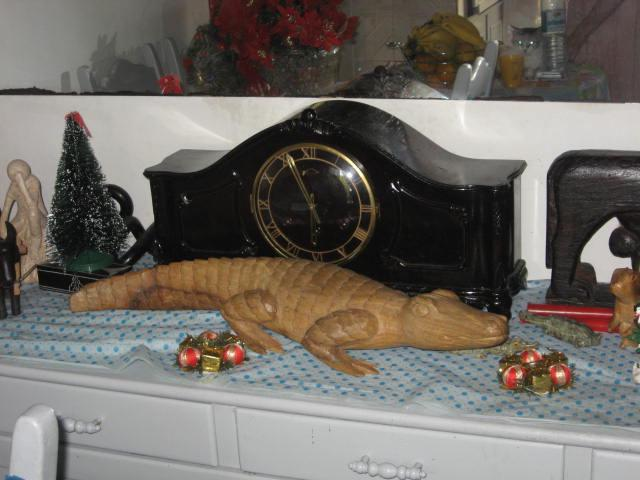
Modelo carrilhão de mesa bastante antigo
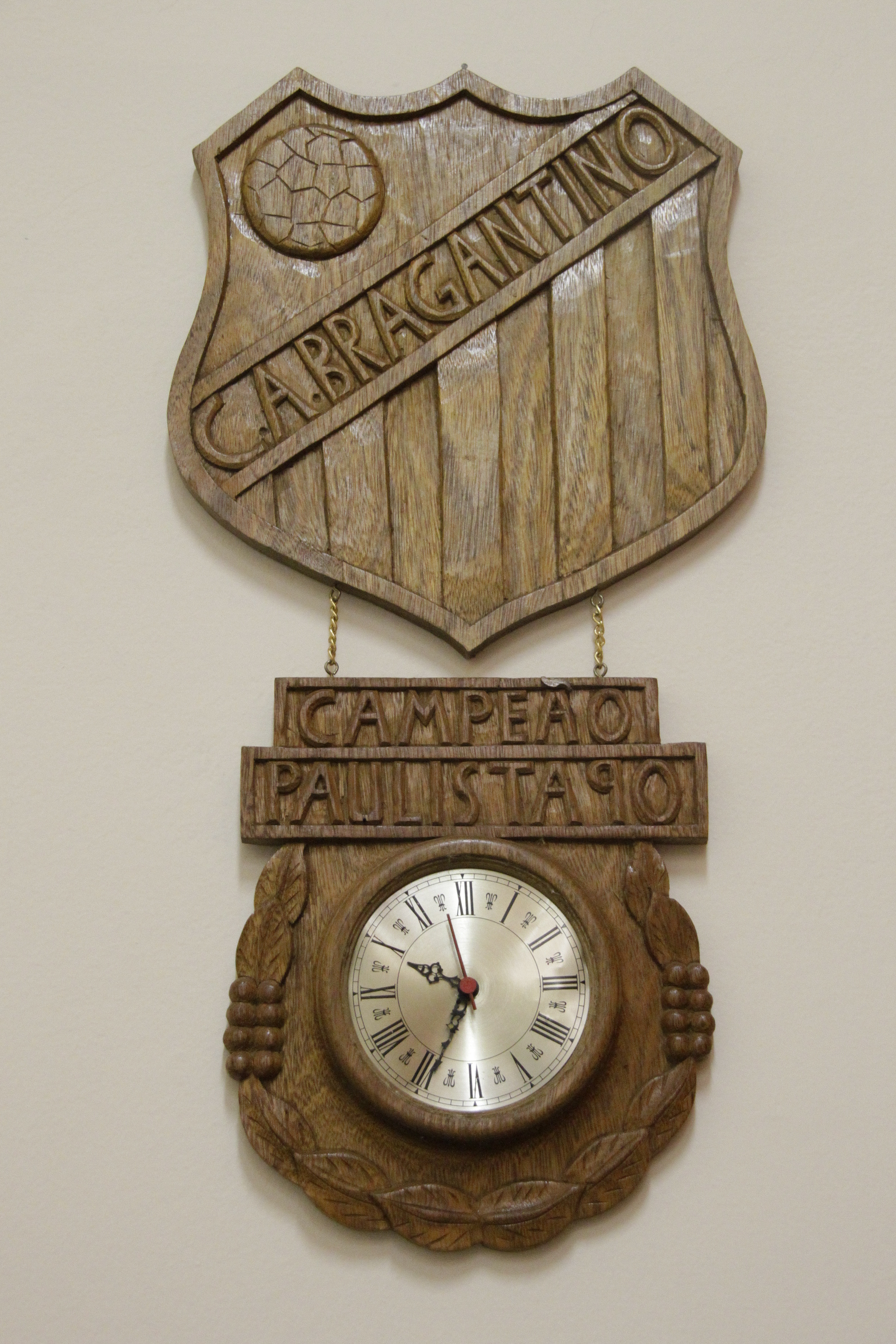
Relógio de madeira maciça, com o escudo do Bragantino
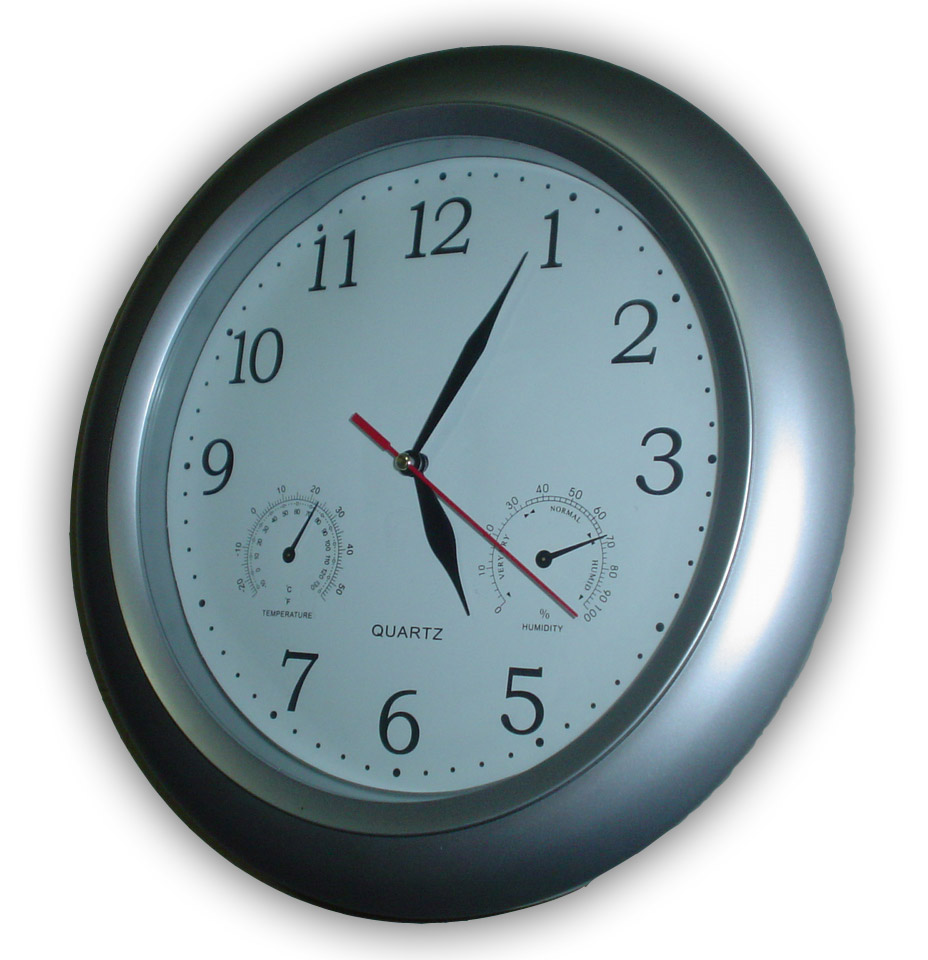
Relógio de parede
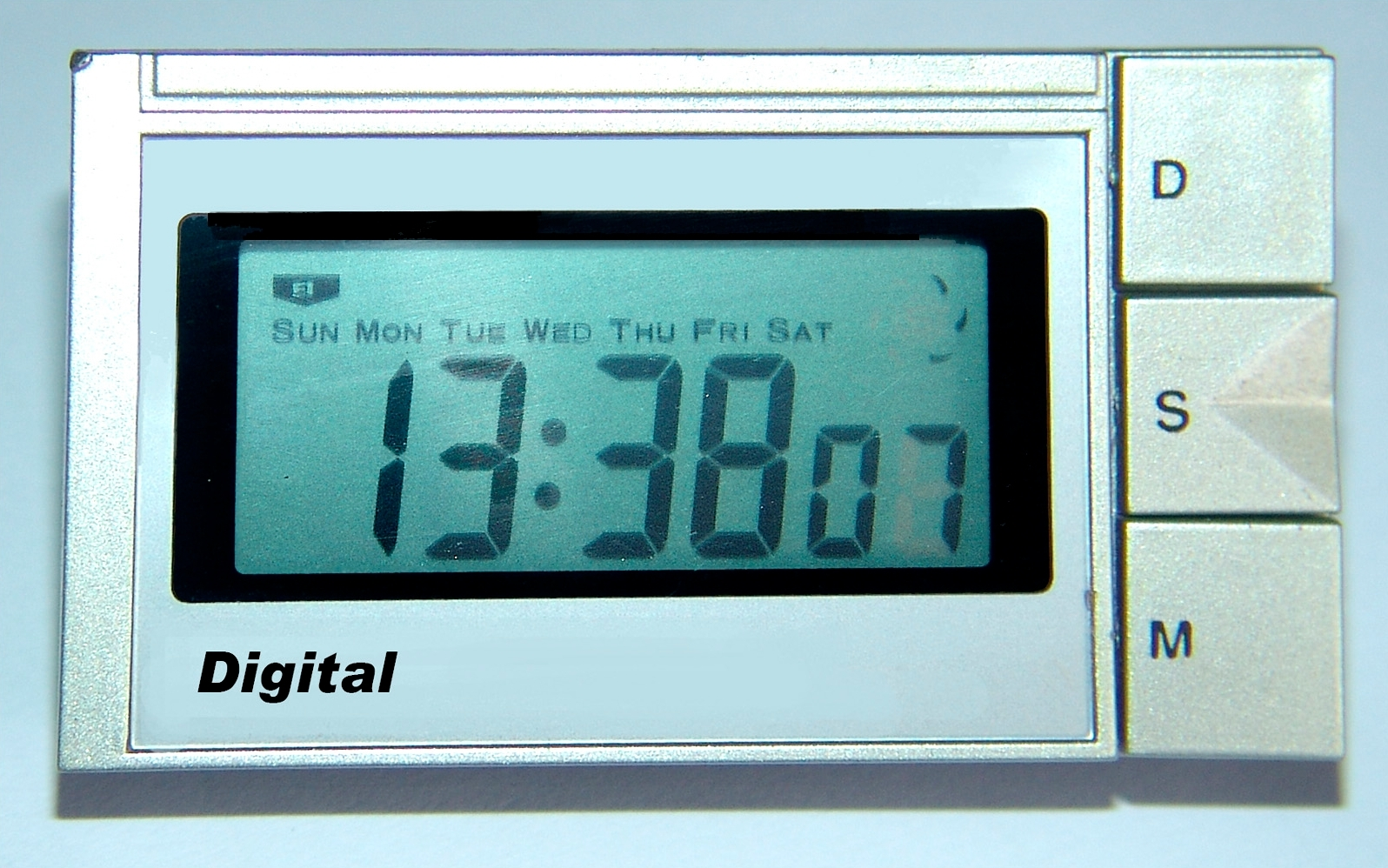
Relógio digital de mesa
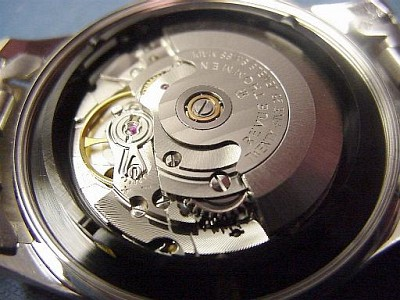
Mecanismo de um relógio-automático de pulso
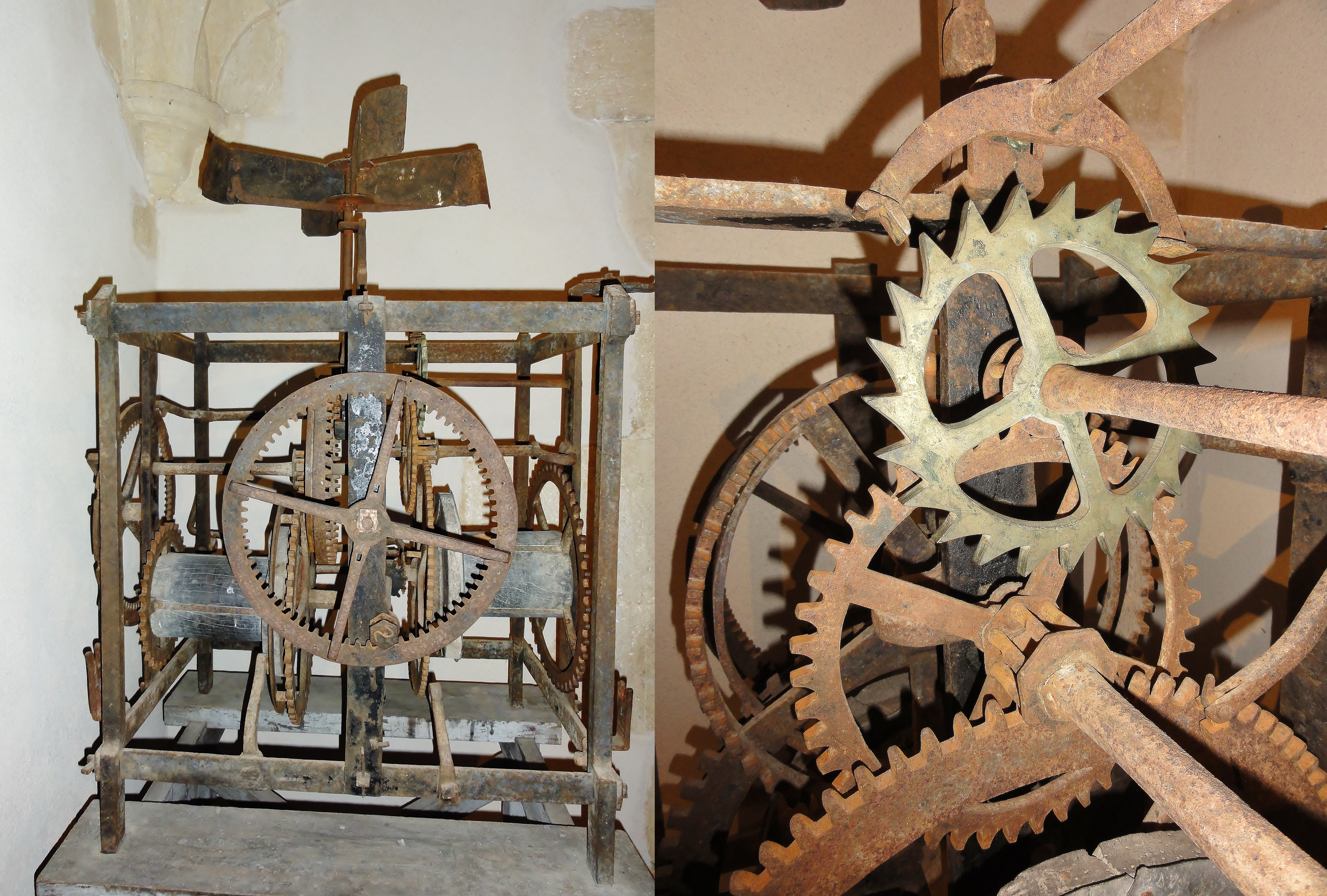
Máquina de relógio do Convento de Cristo em Tomar, século XVI
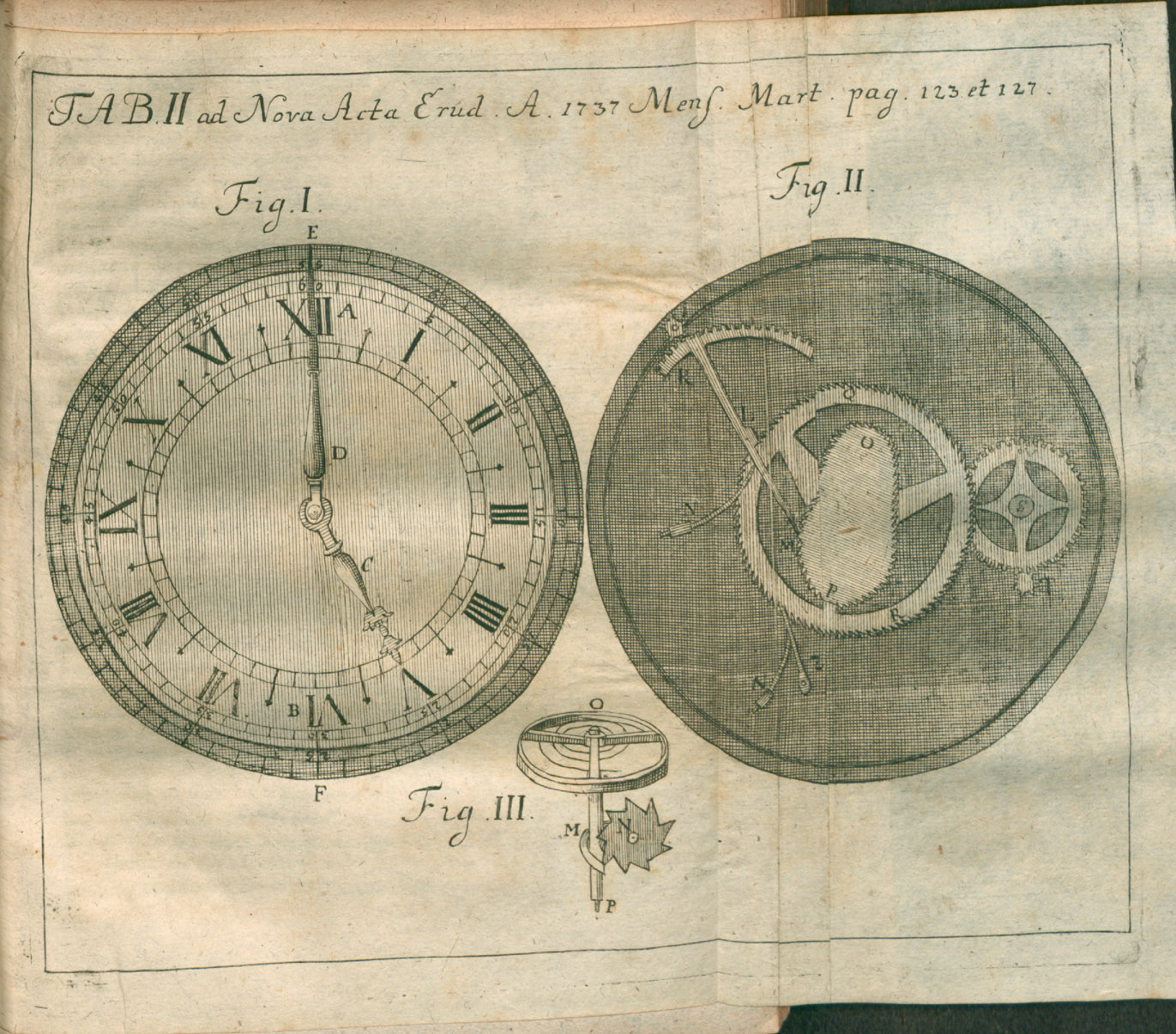
Ilustração publicada em "Acta eruditorum", 1737
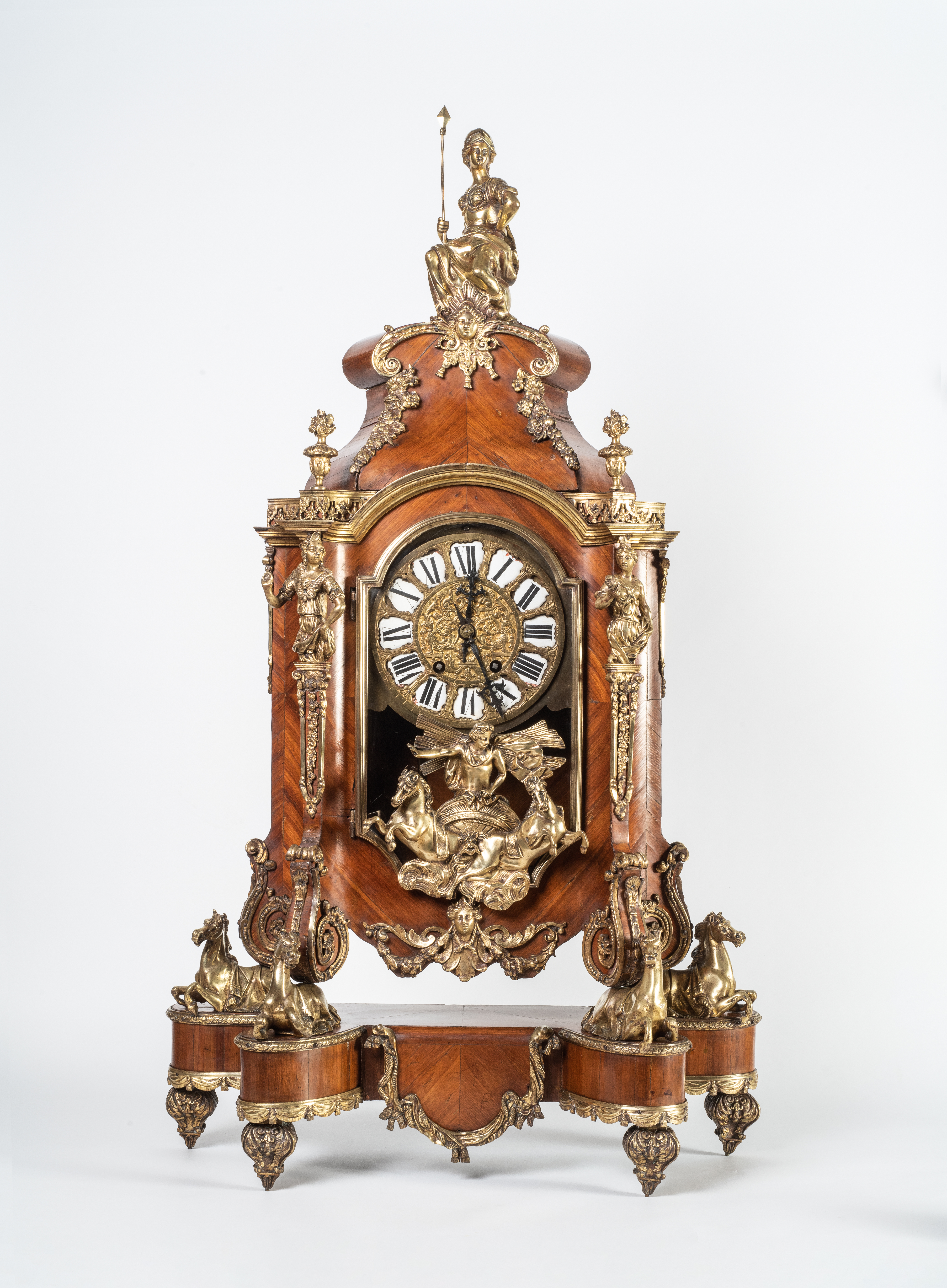
Relógio de pêndulo,  século XIX. Casa Museu Eva Klabin